# کانداپور ومان کامات
کانداپور ومان کامات، (به فرانسوی: Kundapur Vaman Kamath) (زاده ۱۹۴۷) کارآفرین، بانکدار و مدیر ارشد اجرایی هندی است، که در حال حاضر به‌عنوان رییس هیئت مدیره شرکت اینفوسیس و آی‌سی‌آی‌سی‌آی بانک فعالیت می‌کند.